# Zusammenstoß der Comet mit der Cometen
Die Comet war ein deutscher Fischdampfer, der am 16. November 1906 bei Skagen in der Nordsee mit der schwedischen Bark Cometen zusammenstieß, wodurch diese zum Sinken gebracht wurde. Die Besatzung der Cometen konnte sich auf die Comet retten.

## Technische Daten
- Bauwerft: unbekannt, Hamburg
- Baujahr: 1905
- Reederei: unbekannt, Partenreederei, Altona
- Größe: 201,89 BRT
- Unterscheidungssignal: LGPW
- Kapitän: Claus Jakob Schröder

## Unfallhergang
Die Comet hatte Altona am 14. November 1906 verlassen. Am 16. November, 01.40h, weckte Kapitän Schröder den Steuermann Hühn zur Überwachung der Aussetzung der Netze. Schröder hielt auf der Brücke mit einem Fernglas Wache; das Wetter war diesig mit feinem Regen. Backbord voraus sah Schröder die Lichter anderer Fischdampfer.
Plötzlich tauchte an Backbord das grüne Licht eines Fahrzeugs auf, das sich schon in bedrohlicher Nähe befand. Er befahl das Ruder Backbord zu legen, um noch hinter dem Fahrzeug vorbeizukommen, sah dann aber schon die Segel des fremden Fahrzeugs und wusste, dass eine Kollision unvermeidlich war. Er ließ daraufhin die Maschine sofort auf Volldampf rückwärtsgehen. Um 02.05h erfolgte der Zusammenstoß.
Die Comet traf die Cometen Steuerbord mittschiffs beim Großmast. Als die Schiffe voneinander freikamen, manövrierte Schröder in der Nähe der Bark, um notfalls Schiffbrüchige aufnehmen zu können. Die Besatzung der Cometen stieg an Bord des Fischdampfers, das Wrack des Seglers sank um 02.30h.

## DieCometen
Die Cometen war eine 1874 gebaute hölzerne Bark von 498 BRT, die von der Reederei A. P. Andersson in Landskrona bereedert wurde. Ihr Führer war Kapitän O. Jönsson. Sie hatte am 12. November 1906 Newcastle mit einer Ladung Steinkohlen für Helsingborg verlassen.
Nach dem Zusammenstoß ließ Jönsson sofort eine Jolle aussetzen, doch wurde diese sofort zerschlagen. Als dann die Comet dicht an die Bark heranmanövriert hatte, sprang die Besatzung über. Alle Schiffspapiere und Effekten (Besitztümer) der Mannschaft gingen mit dem Schiff unter.

## Vermutliche Unfallursache
Zum Fischen und Schlachten wurde damals die gesamte Besatzung eingesetzt.

„Ein besonderer Ausguck war auf dem Fischdampfer nicht gestellt, wie das auf solchen Dampfern nicht üblich ist. Einmal ist der Platz auf der Back bei einigermaßen schlechtem Wetter von dem Ausgucksmann nicht einzuhalten, zum anderen kommt hier auch die Schwäche der Besatzung in Frage, da nur 2 Matrosen auf jeder Wache sind, von denen einer am Ruder steht, und auch, wenn bei dieser Arbeit die zweite Wache an Deck geholt wird, die anderen Leute alle beim Klarmachen der Netze helfen müssen.“

Als eigentliche Ursache für die späte Sichtung der Bark wurden nun die an Bord des Fischdampfers zum Ausbringen der Netze eingeschalteten Acetylenlampen angenommen. Diese hätten die Sehfähigkeit des wachhabenden Kapitäns entscheidend beeinträchtigt und dieser daher die grüne Seitenlaterne des Seglers nicht gesehen.
Das Seeamt kam in seinem Spruch zu dem Ergebnis, dass es zweckmäßig sei, beim Betrieb der Acetylenlampen nicht mit voller Fahrt zu fahren, sondern den Dampfer stillliegen zu lassen. Eine schuldhafte Handlungsweise wurde Kapitän Schröder nicht vorgeworfen.